# Fedorivske, Iuriivka
Fedorivske (în ucraineană Федорівське) este un sat în comuna Oleksiivka din raionul Iuriivka, regiunea Dnipropetrovsk, Ucraina.

## Demografie
Componența lingvistică a localității Fedorivske
     Ucraineană (91,36%)
     Rusă (7,41%)
     Belarusă (1,23%)
Conform recensământului din 2001, majoritatea populației localității Fedorivske era vorbitoare de ucraineană (91,36%), existând în minoritate și vorbitori de rusă (7,41%) și belarusă (1,23%).